# Tyson Carter
Pour les articles homonymes, voir Tyson et Carter.
Tyson Gregory Carter, né le 14 janvier 1998 à Starkville, au Mississippi, est un joueur américain de basket-ball évoluant au poste de meneur.

## Biographie

### Carrière universitaire
Entre 2016 et 2020, il joue pour les Bulldogs de Mississippi State à l'université d'État du Mississippi.

### Carrière professionnelle

#### G.S. Lavrio B.C. (2020-déc. 2021)
Le 14 juin 2020, il signe son premier contrat professionnel avec l'équipe grecque de G.S. Lavrio B.C. (en).
Le 18 novembre 2020, automatiquement éligible à la draft 2020 de la NBA, il n'est pas sélectionné.
Durant l'été 2021, il participe à la NBA Summer League de Las Vegas avec le Heat de Miami.
Le 21 août 2021, Carter prolonge son contrat avec Lavrio.

#### Zénith Saint-Pétersbourg (déc. 2021-2022)
Le 19 décembre 2021, il signe avec l'équipe russe du Zénith Saint-Pétersbourg qui évolue en VTB United League et en Euroligue.
Durant l'été 2022, il participe à la NBA Summer League de Las Vegas avec les Suns de Phoenix.

#### Unicaja Málaga (depuis 2022)
Le 4 août 2022, il est prêté à l'équipe espagnole de l'Unicaja Málaga.

## Palmarès

### Universitaire
- SEC Sixth Man of the Year (2020)

### Professionnel
- Vainqueur de la Supercoupe d'Espagne 2024
- Vainqueur de la Coupe intercontinentale 2024
- Vainqueur de la coupe d'Espagne en 2023
- MVP de la coupe d'Espagne en 2023
- Champion de VTB United League en 2022
- Meilleur marqueur du championnat grec en 2021
- Nommé dans le meilleur cinq majeur du championnat grec en 2021

## Statistiques

### Universitaires
Les statistiques de Tyson Carter en matchs universitaires sont les suivantes :
| Saison    | Équipe            | Matchs | Titul. | Min./m | % Tir | % 3pts | % LF | Rbds/m. | Pass/m. | Int/m. | Ctr/m. | Pts/m. |
| --------- | ----------------- | ------ | ------ | ------ | ----- | ------ | ---- | ------- | ------- | ------ | ------ | ------ |
| 2016-2017 | Mississippi State | 32     | 12     | 20,2   | 39,8  | 36,1   | 81,8 | 1,72    | 0,69    | 0,72   | 0,12   | 7,47   |
| 2017-2018 | Mississippi State | 37     | 17     | 22,8   | 41,4  | 34,1   | 83,6 | 1,84    | 1,24    | 0,76   | 0,03   | 8,92   |
| 2018-2019 | Mississippi State | 34     | 11     | 25,6   | 44,7  | 36,6   | 80,0 | 1,97    | 1,53    | 1,18   | 0,03   | 10,35  |
| 2019-2020 | Mississippi State | 31     | 16     | 28,8   | 40,5  | 32,1   | 87,1 | 2,58    | 3,06    | 1,10   | 0,13   | 13,90  |
| Carrière  | Carrière          | 134    | 56     | 24,3   | 41,7  | 34,6   | 84,4 | 2,01    | 1,60    | 0,93   | 0,07   | 10,09  |